# Dahowie
Dahowie (pers. ‏داها‎, gr. Δάοι lub Δάαι) – nazwa istniejącej w starożytności konfederacji trzech plemion irańskich. Ich siedziby lokowane są na wschód od Morza Kaspijskiego. Posługiwali się językami z grupy wschodnioirańskiej.

## Historia
Do pewnego momentu w dziejach nie wiemy zbyt wiele o Dahach z powodu niewielkiej liczby źródeł pisanych. Większa ilość informacji pojawia się w momencie zetknięcia się ze światem greckim i podboju Partii przez Parnów, jedno z plemion konfederacji, które to wydarzenie sprawia, że Dahowie wkraczają na scenę dziejów na kilkaset lat. 
Pierwsza wzmianka o Dahach pojawia się w liście narodów zawartej w inskrypcji Kserksesa Wielkiego, zawierającej spis ludów i prowincji imperium Achemenidów. Dahowie, po staropersku Dāha, są tam wymienieni jako sąsiedzi Saków (Saka). Nazwa „Dāha” pojawia się także w Aweście (konkretnie w Jasztach), lecz nie jest pewne czy odnosi się do plemienia wspomnianego w inskrypcji Kserksesa.
Strabon w I wieku p.n.e. pisze w „Geographika” o Dahach, określając ich mianem „Scytów Dahajskich” (trzeba pamiętać, że w starożytności wiele ludów koczowniczych określano mianem Scytów, nawet jeśli miały niewiele wspólnego z właściwymi Scytami). Strabon lokował ich siedziby w okolicach dzisiejszego Turkmenistanu.
O Dahach, jak i o Sakach, wiemy na pewno, że służyli w armiach Achemenidów, byli także obecni pod Gaugamelą w 331 roku p.n.e. Po klęsce wielkiego króla wielu z nich przeszło do wojsk Aleksandra Macedońskiego, biorąc udział między innymi w wyprawie na Indie. 
W III wieku p.n.e. jedno z plemion wchodzące w skład konfederacji, Parnowie, podbiło Partię której satrapa Andragoras kilka lat wcześniej zbuntował się przeciwko Seleucydom. Wodzem, który poprowadził Parnów, był Arsakes, założyciel dynastii Arsacydów. Jego następcy podbili cały Płaskowyż Irański tworząc potężne Imperium Partyjskie.